# Cornelis Jacobus Gorter
Cornelis Jacobus „Cor“ Gorter (* 14. August 1907 in Utrecht; † 30. März 1980 in Leiden) war ein niederländischer Pionier der Tieftemperaturphysik.
Gorter ging in Den Haag zur Schule und studierte an der Universität Leiden, wo er 1932 bei Wander Johannes de Haas promoviert wurde (Paramagnetische Eigenschaften von Salzen). 1931 bis 1936 arbeitete er an der Teyler Stiftung in Haarlem und 1936 bis 1940 an der Universität Groningen, bevor er 1940 Nachfolger von Pieter Zeeman als Professor an der Universität Amsterdam wurde. 1946 kehrte er nach Leiden zurück, um die Nachfolge von Willem Keesom anzutreten auf dem Lehrstuhl, den einst der berühmte Tieftemperaturphysiker Heike Kamerlingh Onnes innehatte. Er modernisierte dort die instrumentelle Ausstattung das Kamerling Onnes Labor.
Er entdeckte 1936 die paramagnetische Relaxation (worüber 1946 ein Buch von ihm in Leiden erschien, das er während der deutschen Besatzung, als er sich verstecken musste, schrieb) und entdeckte dabei auch beinahe die Kernspinresonanz.
Er war nicht nur ein guter Experimentator (Hendrik Casimir bezeichnete ihn als herausragendsten niederländischen Experimentalphysiker seiner Generation), sondern auch ein guter Theoretiker, der nach der Entdeckung des Meißner-Ochsenfeld-Effekts mit Casimir ein Zweiflüssigkeitsmodell der Supraleitung entwickelte. Später entwickelte er mit Casimir auch ein Zweiflüssigkeitsmodell von supraflüssigem He II.
Er war Herausgeber von Progress in Low Temperature Physics. Seit 1946 war er Mitglied der Königlich Niederländischen Akademie der Wissenschaften (KNAW). 1952 wurde er in die American Academy of Arts and Sciences gewählt, 1967 in die National Academy of Sciences, 1970 in die American Philosophical Society. und 1974 in die Académie des sciences in Paris. 1966 erhielt er den Fritz London Memorial Prize für seine Beiträge zur Tieftemperaturphysik.
Nach ihm wurde der Gorter-Preis (oder Gorter-Award) benannt, der seit 2005 von der deutschen Sektion der International Society for Magnetic Resonance in Medicine (ISMRM) auf ihrer Jahrestagung für einen jungen Mediziner bzw. Naturwissenschaftler vergeben wird.